# Olympische Sommerspiele 1988/Teilnehmer (Bulgarien)
| Gelbes Symbol für Goldmedaillen mit stilisierten Olympischen Ringen | Graues Symbol für Silbermedaillen mit stilisierten Olympischen Ringen | Braundes Symbol für Bronzemedaillen mit stilisierten Olympischen Ringen |
| ------------------------------------------------------------------- | --------------------------------------------------------------------- | ----------------------------------------------------------------------- |
| 10                                                                  | 12                                                                    | 13                                                                      |

Bulgarien nahm an den Olympischen Sommerspielen 1988 in Seoul mit einer Delegation von 172 Athleten (104 Männer und 68 Frauen) an 120 Wettkämpfen in sechzehn Sportarten teil. Fahnenträger bei der Eröffnungsfeier war der Fechter Wassil Etropolski.

## Teilnehmer nach Sportarten

### Basketball
Frauen
- 5. Platz
- Kader
Mariana Schobanowa
Wanja Dermendjewa
Sonja Dragomirowa
Nina Chadschijankowa
Mariana Najdenowa
Kostadinka Radkowa
Ewladja Slawtschewa
Larisa Spasowa
Madlena Stanewa
Polina Zekowa
Radmila Wassilewa
Tsónka Wajsilowa

### Boxen
Männer
- Borislaw Abadschiew
Halbweltergewicht: 1. Runde
- Emil Tschuprenski
Leichtgewicht: Viertelfinale
- Christo Furnigow
Weltergewicht: Viertelfinale
- Aleksandar Christow
Bantamgewicht: Silber
- Dejan Kirilow
Halbschwergewicht: 1. Runde
- Kirkor Kirkorow
Federgewicht: 3. Runde
- Iwajlo Marinow
Halbfliegengewicht: Gold
- Swilen Rusinow
Schwergewicht: 2. Runde
- Petar Stoimenow
Superschwergewicht: 2. Runde
- Angel Stojanow
Halbmittelgewicht: 2. Runde
- Serafim Todorow
Fliegengewicht: Viertelfinale

### Fechten
Männer
- Georgi Tschomakow
Säbel, Mannschaft: 8. Platz
- Christo Etropolski
Säbel, Einzel: 21. Platz
Säbel, Mannschaft: 8. Platz
- Wassil Etropolski
Säbel, Einzel: 13. Platz
Säbel, Mannschaft: 8. Platz
- Nikolaj Marintscheschki
Säbel, Einzel: 31. Platz
Säbel, Mannschaft: 8. Platz
- Nikolaj Mateew
Säbel, Mannschaft: 8. Platz

### Gewichtheben
Im Gewichtheben konnte Bulgarien zunächst sechs Medaillen gewinnen. Nachdem jedoch zwei Goldmedaillen aufgrund positiver Dopingproben aberkannt wurden, zogen sich die noch verbliebenen bulgarischen Athleten aus dem Wettbewerb zurück.
Männer
- Angel Gentschew
Leichtgewicht: Gold wegen Dopings disqualifiziert
- Borislaw Gidikow
Mittelgewicht: Gold
- Mitko Grablew
Bantamgewicht: Gold wegen Dopings disqualifiziert
- Sewdalin Marinow
Fliegengewicht: Gold
- Stefan Topurow
Federgewicht: Silber
- Alexander Warbanow
Mittelgewicht: Bronze

### Judo
Männer
- Pawel Botew
Ultraleichtgewicht: 14. Platz
- Iwo Kostadinow
Halbleichtgewicht: 9. Platz
- Georgi Petrow
Mittelgewicht: 13. Platz
- Marko Walew
Halbschwergewicht: 18. Platz
- Dimitar Saprjanow
Schwergewicht: 5. Platz

### Kanu
| Männer - Petar Godew, Iwan Marinow, Borislaw Zwetkow & Nikolai Jordanow Kajak-Vierer, 1000 Meter: Halbfinale - Martin Marinow Canadier-Einer, 500 Meter: Bronze - Nikolaj Buchalow Canadier-Einer, 1000 Meter: Bronze - Dejan Bonew & Petar Boschilow Canadier-Zweier, 500 Meter: 4. Platz Canadier-Zweier, 1000 Meter: 9. Platz | Frauen - Wanja Geschewa Kajak-Einer, 500 Meter: Gold - Wanja Geschewa & Diana Palijska Kajak-Zweier, 500 Meter: Silber - Wanja Geschewa, Borislawa Iwanowa, Diana Palijska & Ognjana Petrowa Kajak-Vierer, 500 Meter: Bronze |

### Leichtathletik
| Männer - Wiktor Apostolow Hammerwurf: 20. Platz in der Qualifikation - Georgi Georgiew Diskuswurf: 11. Platz - Ewgeni Ignatow 5000 Meter: 8. Platz 10.000 Meter: 12. Platz - Ljubomir Iwanow 20 Kilometer Gehen: 43. Platz - Christo Markow Dreisprung: Gold - Plamen Minew Hammerwurf: 14. Platz in der Qualifikation - Iwan Tanew Hammerwurf: 8. Platz - Atanas Tarew Stabhochsprung: kein gültiger Versuch in der Qualifikation - Georgi Todorow Kugelstoßen: 13. Platz in der Qualifikation - Toma Tomow 400 Meter Hürden: Halbfinale | Frauen - Ljudmila Andonowa Hochsprung: 5. Platz - Swetla Dimitrowa Siebenkampf: 12. Platz - Jordanka Donkowa 100 Meter Hürden: Gold 4 × 100 Meter: 5. Platz - Nadeschda Georgiewa 200 Meter: Halbfinale 4 × 100 Meter: 5. Platz - Swetanka Iliewa 4 × 100 Meter: 5. Platz - Zwetanka Christowa Diskuswurf: Bronze - Stefka Kostadinowa Hochsprung: Silber - Svetla Mitkova-Sınırtaş Kugelstoßen: 10. Platz Diskuswurf: 4. Platz - Antoaneta Selenska Speerwurf: 11. Platz - Walja Demirewa 4 × 100 Meter: 5. Platz - Anelija Nunewa 100 Meter: 8. Platz - Ginka Sagortschewa 100 Meter Hürden: Vorläufe/DNF |

### Rhythmische Sportgymnastik
Frauen
- Adriana Dunawska
Einzel: Silber
- Bianka Panowa
Einzel: 4. Platz

### Ringen
Männer
- Rumen Alabakow
Halbschwergewicht, Freistil: 6. Platz
- Atanas Atanassow
Superschwergewicht, Freistil: 5. Platz
- Stojan Balow
Bantamgewicht, griechisch-römisch: Silber
- Christo Flijew
Fliegengewicht, griechisch-römisch: 7. Platz
- Ilija Georgiew
Schwergewicht, griechisch-römisch: 4. Platz
- Rangel Gerowski
Superschwergewicht, griechisch-römisch: Silber
- Walentin Iwanow
Bantamgewicht, Freistil: 5. Platz
- Georgi Karadutschew
Schwergewicht, Freistil: 5. Platz
- Georgi Karamanliew
Leichtgewicht, griechisch-römisch: 4. Runde
- Atanas Komtschew
Halbschwergewicht, griechisch-römisch: Gold
- Alexandar Nanew
Mittelgewicht, Freistil: 2. Runde
- Simeon Schterew
Federgewicht, Freistil: Bronze
- Rahmat Sofiadi
Weltergewicht, Freistil: Bronze
- Angel Stojkow
Mittelgewicht, griechisch-römisch: 4. Runde
- Bratan Zenow
Halbfliegengewicht, griechisch-römisch: Bronze
- Iwan Zonow
Halbfliegengewicht, Freistil: Silber
- Schiwko Wangelow Atanassow
Federgewicht, griechisch-römisch: Silber
- Borislaw Welitschkow
Weltergewicht, griechisch-römisch: 6. Platz
- Angel Jassenow
Leichtgewicht, Freistil: 8. Platz
- Walentin Jordanow
Fliegengewicht, Freistil: 8. Platz

### Rudern
| Männer - Wasil Radew & Daniel Jordanow Doppelzweier: 8. Platz - Atanas Andreew, Emil Grojzew & Stefan Stojkow Zweier mit Steuermann: 5. Platz - Rumen Alexiew, Emil Bondew, Juri Djulgerow, Iwo Gelow, Dimitar Kamburski, Wenzeslaw Kantschew, Iwan Stanew, Dimitar Tontschew & Nikola Slatanow Achter: 8. Platz | Frauen - Magdalena Georgiewa Einer: Bronze - Stefka Madina & Violeta Ninowa Doppelzweier: Bronze - Lalka Berberowa & Radka Stojanowa Zweier ohne Steuerfrau: Silber - Galina Anachriewa, Pawlina Christowa, Krassimira Tochewa & Iskra Welinowa Doppelvierer: 4. Platz - Swetla Durchowa, Greta Georgiewa, Miglena Michalewa, Teodora Sarewa & Violeta Sarewa (+ Olja Stoitschkowa, Mariana Stojanowa & Katia Todorowa) Vierer mit Steuerfrau: 4. Platz - Greta Georgiewa, Newjana Iwanowa, Daniela Oronowa, Olja Stoitschkowa, Mariana Stojanowa, Rita Todorowa, Todorka Wassilewa, Teodora Sarewa & Violeta Sarewa Achter: 5. Platz |

### Schießen
| Männer - Ljubtscho Djakow Luftpistole: 23. Platz Freie Pistole: 23. Platz - Tanju Kirjakow Luftpistole: Gold Freie Pistole: 4. Platz - Georgi Poljakow Luftgewehr: 31. Platz Kleinkaliber, Dreistellungskampf: 28. Platz Kleinkaliber, liegend: 32. Platz - Petar Saprjanow Kleinkaliber, Dreistellungskampf: 27. Platz Kleinkaliber, liegend: 41. Platz | Frauen - Wessela Letschewa Luftgewehr: 17. Platz Kleinkaliber, Dreistellungskampf: Silber - Nonka Matowa Luftgewehr: 12. Platz Kleinkaliber, Dreistellungskampf: 11. Platz |

### Schwimmen
| Männer - Zwetan Golomeew 50 Meter Freistil: 18. Platz 100 Meter Freistil: 15. Platz - Georgi Michalew 100 Meter Rücken: 13. Platz 200 Meter Rücken: 13. Platz | Frauen - Tanja Dangalakowa 100 Meter Brust: Gold 200 Meter Brust: 4. Platz 4 × 100 Meter Lagen: 6. Platz - Antoaneta Frenkewa 100 Meter Brust: Silber 200 Meter Brust: Bronze - Bistra Gospodinowa 100 Meter Rücken: 19. Platz 4 × 100 Meter Lagen: 6. Platz - Natascha Christowa 100 Meter Freistil: 24. Platz 4 × 100 Meter Lagen: 6. Platz - Newjana Mitewa 100 Meter Schmetterling: 12. Platz 200 Meter Schmetterling: 19. Platz 4 × 100 Meter Lagen: 6. Platz - Antoaneta Strumenliewa 400 Meter Freistil: 12. Platz 800 Meter Freistil: 8. Platz 400 Meter Lagen: 12. Platz |

### Tennis
Frauen
- Katerina Maleewa
Einzel: Achtelfinale
Doppel: Achtelfinale
- Manuela Maleeva
Einzel: Bronze 
Doppel: Achtelfinale

### Tischtennis
| Männer - Mariano Domuschiev Einzel: Gruppenphase | Frauen - Daniela Gergeltschewa Einzel: Achtelfinale |

### Turnen
| Männer - Petar Georgiew Einzelmehrkampf: 39. Platz in der Qualifikation Mannschaftsmehrkampf: 5. Platz Boden: 71. Platz in der Qualifikation Pferd: 33. Platz in der Qualifikation Barren: 29. Platz in der Qualifikation Reck: 63. Platz in der Qualifikation Ringe: 39. Platz in der Qualifikation Seitpferd: 19. Platz in der Qualifikation - Ljubomir Geraskow Einzelmehrkampf: 23. Platz Mannschaftsmehrkampf: 5. Platz Boden: 25. Platz in der Qualifikation Pferd: 46. Platz in der Qualifikation Barren: 39. Platz in der Qualifikation Reck: 52. Platz in der Qualifikation Ringe: 9. Platz in der Qualifikation Seitpferd: Gold - Stojko Gotschew Einzelmehrkampf: 36. Platz in der Qualifikation Mannschaftsmehrkampf: 5. Platz Boden: 51. Platz in der Qualifikation Pferd: 67. Platz in der Qualifikation Barren: 13. Platz in der Qualifikation Reck: 15. Platz in der Qualifikation Ringe: 21. Platz in der Qualifikation Seitpferd: 46. Platz in der Qualifikation - Kalofer Christosow Einzelmehrkampf: 6. Platz Mannschaftsmehrkampf: 5. Platz Boden: 7. Platz Pferd: 33. Platz in der Qualifikation Barren: 4. Platz Reck: 21. Platz in der Qualifikation Ringe: 4. Platz Seitpferd: 19. Platz in der Qualifikation - Dejan Kolew Einzelmehrkampf: 30. Platz Mannschaftsmehrkampf: 5. Platz Boden: 30. Platz in der Qualifikation Pferd: 4. Platz Barren: 44. Platz in der Qualifikation Reck: 47. Platz in der Qualifikation Ringe: 9. Platz in der Qualifikation Seitpferd: 56. Platz in der Qualifikation - Dimitar Taskow Einzelmehrkampf: 20. Platz Mannschaftsmehrkampf: 5. Platz Boden: 25. Platz in der Qualifikation Pferd: 18. Platz in der Qualifikation Barren: 59. Platz in der Qualifikation Reck: 24. Platz in der Qualifikation Ringe: 29. Platz in der Qualifikation Seitpferd: 12. Platz in der Qualifikation | Frauen - Diana Dudewa Einzelmehrkampf: 9. Platz Mannschaftsmehrkampf: 5. Platz Boden: Bronze Pferd: 14. Platz in der Qualifikation Stufenbarren: 16. Platz in der Qualifikation Schwebebalken: 6. Platz - Marija Kartalowa Einzelmehrkampf: 35. Platz in der Qualifikation Mannschaftsmehrkampf: 5. Platz Boden: 27. Platz in der Qualifikation Pferd: 35. Platz in der Qualifikation Stufenbarren: 51. Platz in der Qualifikation Schwebebalken: 41. Platz in der Qualifikation - Chrabrina Chrabrowa Einzelmehrkampf: 62. Platz in der Qualifikation Mannschaftsmehrkampf: 5. Platz Boden: 47. Platz in der Qualifikation Pferd: 17. Platz in der Qualifikation Stufenbarren: 82. Platz in der Qualifikation Schwebebalken: 71. Platz in der Qualifikation - Iwelina Rajkowa Einzelmehrkampf: 20. Platz in der Qualifikation Mannschaftsmehrkampf: 5. Platz Boden: 22. Platz in der Qualifikation Pferd: 24. Platz in der Qualifikation Stufenbarren: 36. Platz in der Qualifikation Schwebebalken: 26. Platz in der Qualifikation - Borjana Stojanowa Einzelmehrkampf: 13. Platz Mannschaftsmehrkampf: 5. Platz Boden: 42. Platz in der Qualifikation Pferd: 4. Platz Stufenbarren: 47. Platz in der Qualifikation Schwebebalken: 17. Platz in der Qualifikation - Deljana Wodenicharowa Einzelmehrkampf: 12. Platz Mannschaftsmehrkampf: 5. Platz Boden: 4. Platz Pferd: 17. Platz in der Qualifikation Stufenbarren: 27. Platz in der Qualifikation Schwebebalken: 20. Platz in der Qualifikation |

### Volleyball
Männer
- 6. Platz
- Kader
Petko Dragiew
Zwetan Florow
Lubomir Ganew
Ilian Kasijski
Plamen Christow
Sawa Kowachew
Borislaw Kjosew
Milcho Milanow
Konstantin Mitew
Najden Najdenow
Petko Petkow
Dimo Tonew